# Géographie des Antilles néerlandaises
Cet article fournit diverses informations sur la géographie des Antilles néerlandaises.

## Géographie humaine

### Villes

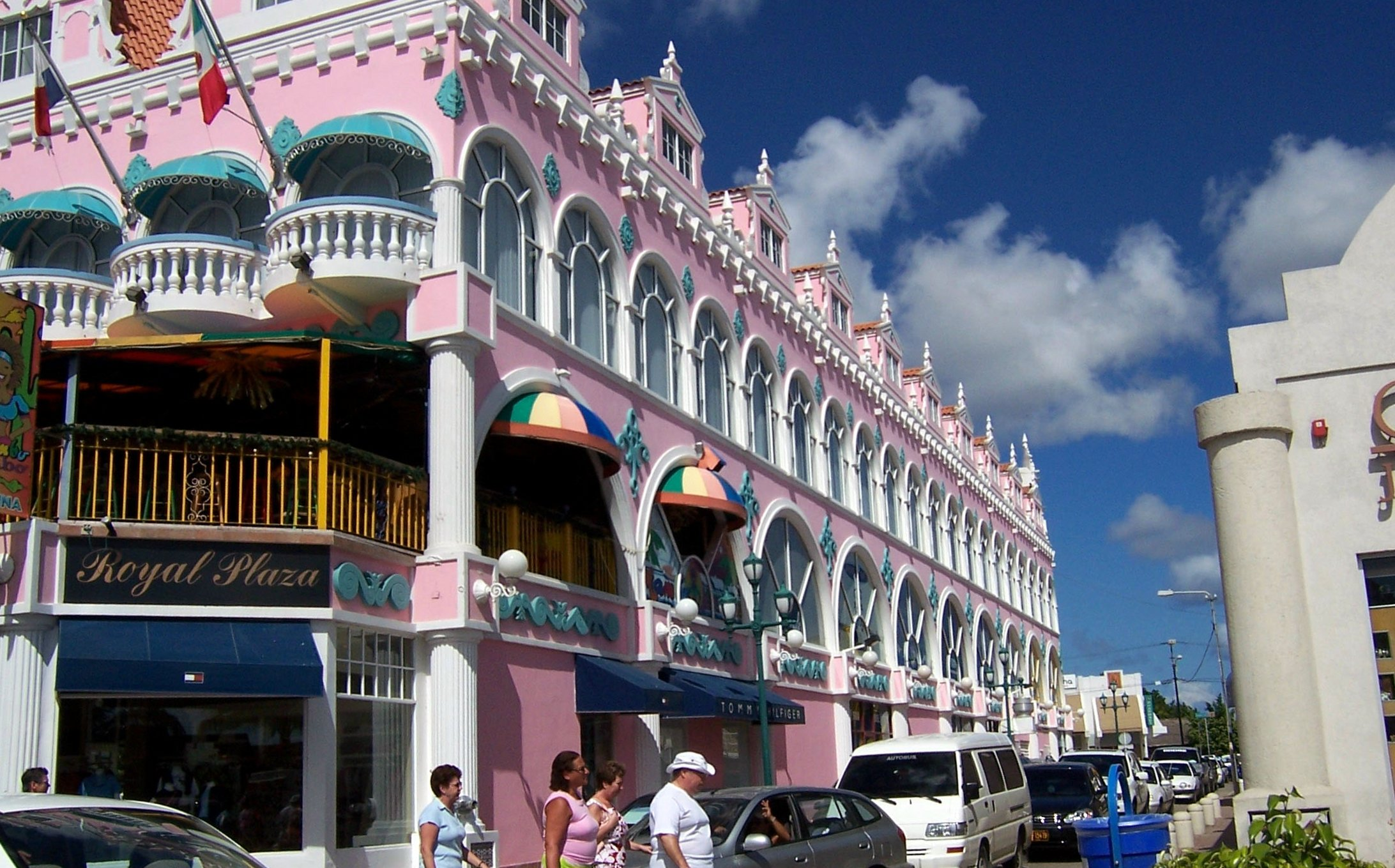
Oranjestad

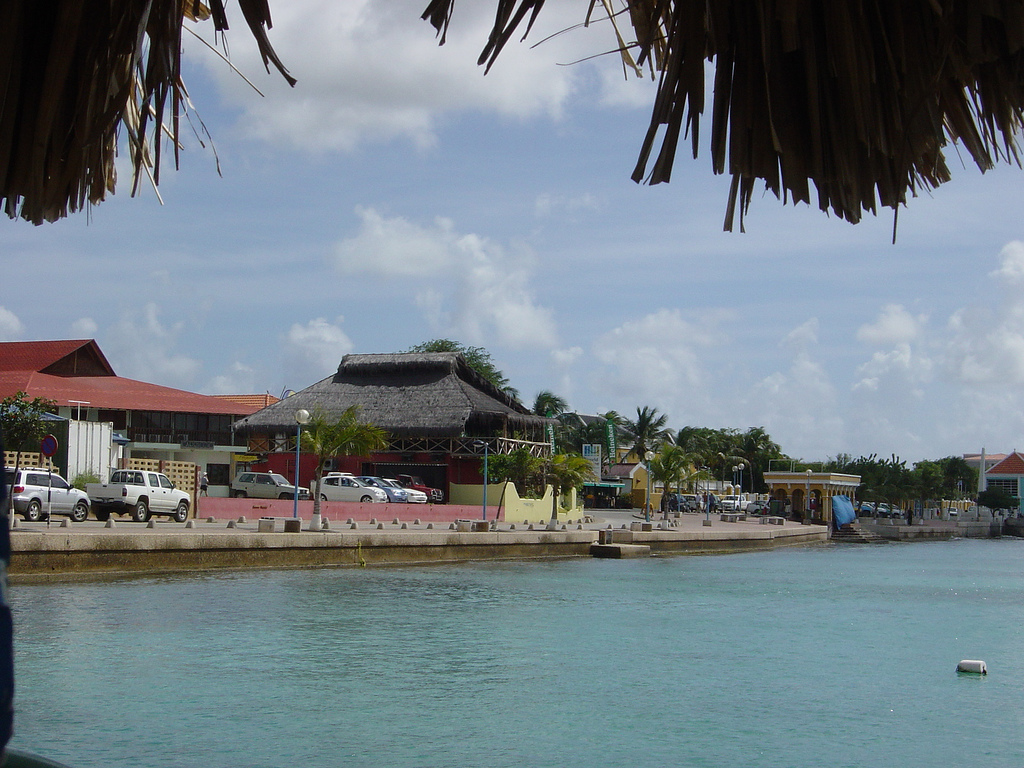
Kralendijk

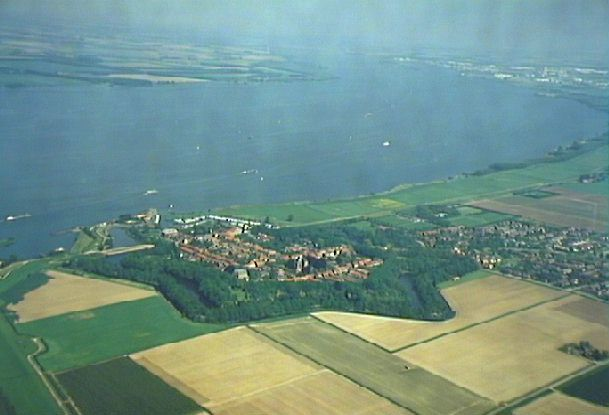
Willemstad

Île d' Aruba
- Oranjestad
- Noord
- Sint Nicolaas
- Santa Cruz
- Savaneta (en)
- Palm Beach (en)
- Paradera
- Lago Colony (en)

Île de Bonaire
- Kralendijk
- Rincón
- Antriol

Île de Curaçao
- Willemstad

Île de Saba
- Le fond

Île de Saint-Eustache (Statia)
- Oranjestad